# Наваррете
Наваррете (ісп. Navarrete) — муніципалітет в Іспанії, у складі автономної спільноти Ла-Ріоха. Населення — 2830 осіб (2009).
Муніципалітет розташований на відстані близько 240 км на північний схід від Мадрида, 9 км на захід від Логроньйо.

## Демографія
Динаміка населення (INE ):

## Галерея зображень

Розташування муніципалітету
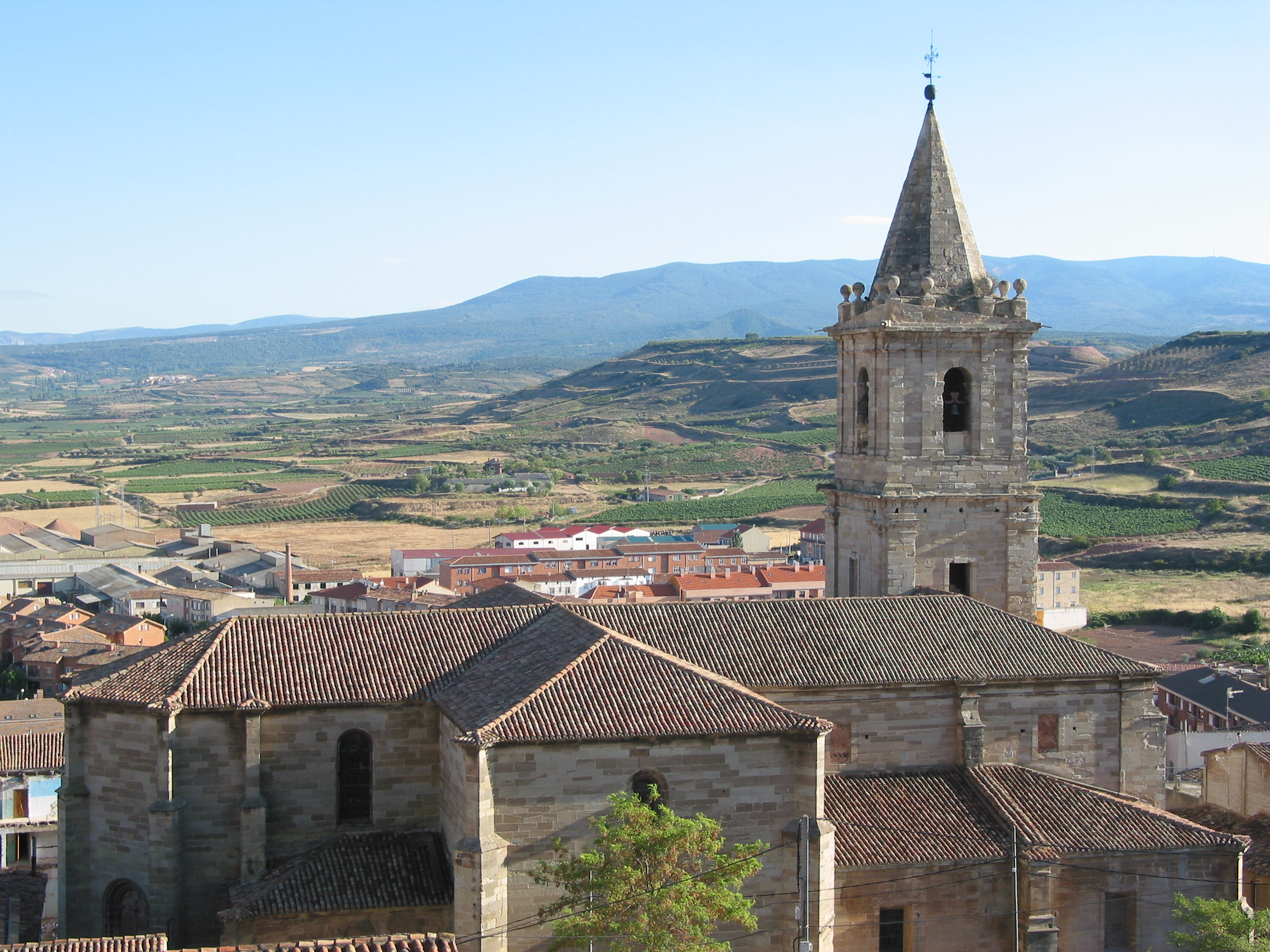
Церква Ла-Асунсьйон